# فتح الله الزني
فتح الله عبد اللطيف الزني هو سياسي ليبي يشغل منصب القائم بأعمال وزير الخارجية منذ أغسطس 2023. شغل سابقًا منصب وزير الشباب منذ عام 2021.
ألقى خطابًا في المناقشة العامة للدورة الثامنة والسبعين للجمعية العامة للأمم المتحدة في سبتمبر 2023.
مواليد 1983 
ليسانس قانون جامعة عمر المختار 
قائد عام الحركة الوطنية للشباب 